# Nilo de Oliveira Pereira
Nilo de Oliveira Pereira (Ceará-Mirim, 11 de dezembro de 1909 - Recife, 23 de janeiro de 1992) foi um jornalista e professor brasileiro. Atuou também na política pernambucana.
Nilo Pereira nasceu na Fazenda Verde-Nasce, em Ceará-Mirim. Começou a escrever artigos para os jornais aos 15 anos de idade, em Natal. 
Iniciou o curso de Direito no Rio de Janeiro, transferindo-se durante o curso para o Recife, onde formou-se na Faculdade de Direito do Recife em 1932, mas exerceu a advocacia por pouco tempo.

## Atuação profissional
Exerceu o jornalismo nos seguintes periódicos
- norte-riograndenses: Diário de Natal, A República, O Estado, O Poti e Tribuna do Norte;
- pernambucanos: Folha da Manhã (foi redator-chefe), Jornal Pequeno, A Tribuna, Jornal do Commercio e Diario de Pernambuco;
- cariocas: O Jornal e Jornal do Commercio;
- paraense: O Liberal;
- paraibano: A União.

Foi professor nos colégios pernambucanos: Ginásio Pernambucano, Colégio Nóbrega, Colégio Salesiano e Colégio Padre Félix.
Foi fundador e professor catedrático da Universidade Católica de Pernambuco e diretor da Faculdade de Filosofia da Universidade Federal de Pernambuco.

## Cargos públicos
- Secretário de Governo do Estado de Pernambuco
- Deputado estadual de Pernambuco[2]
- Diretor do Departamento Estadual de Imprensa e Propaganda.

## Atuação literária
Foi membro das seguintes instituições literárias e culturais:
- Academia Pernambucana de Letras[3] (Cadeira 16)
- Instituto Arqueológico, Histórico e Geográfico Pernambucano
- Academia Norte-Riograndense de Letras[1]
- Academia Paraibana de Letras[1] (membro correspondente)
- Academia Brasileira de História [1]

## Livros publicadas
- Camões e Nabuco(1949);
- Revisionismo e tradição (1950);
- Dom Vital e a questão religiosa no Brasil (1966);
- Conflitos entre a Igreja e o Estado no Brasil (1970);
- Espírito de província (1970);
- Ensaios de história regional (1972);
- Agamenon Magalhães: uma evocação pessoal (1973);
- O tempo mágico (1975);
- A Faculdade de Direito do Recife, 1927-1977 (1977);
- Um tempo do Recife (1978);
- Reflexões de um fim de século (1979);
- Igreja e Estado: relações difíceis (1982);
- Iniciação ao jornalismo: pesquisa histórica (1982);
- A rosa verde: crônica quase romance (1982);
- Pernambucanidade: alguns aspectos históricos (1983);
- Gilberto Freyre visto de perto (1986);
- Mauro Mota e o seu tempo (1987);
- Profissionais de Pernambuco (1989);
- O Estado Novo em Pernambuco (1989);
- Conferência sobre a vida e a obra do abolicionista José Mariano (1990);

Publicação póstuma
- Os outros (1996).

## Prêmios e comendas
- Prêmio Machado de Assis, oferecido pela Academia Brasileira de Letras em 1987[4]
- Professor emérito e Doutor Honoris causa da Universidade Federal de Pernambuco;[2]
- Doutor Honoris causa da Universidade Federal do Rio Grande do Norte;
- Comendador da Ordem de Cristo, fornecido pelo governo português;
- Colar da Universidade de Coimbra;
- Medalha do Mérito Cultural Oliveira Lima, do governo do estado de Pernambuco;
- Medalha Carneiro Vilela, da Academia Pernambucana de Letras;
- Prêmio Arquiteto da Cultura Luís Wilson, 1989, outorgado pela SOBRAMES-PE.

## Homenagens póstumas
O município de Ceará-Mirim deu o nome de Museu Nilo Pereira ao museu criado na casa grande do Engenho Guaporé.
A Prefeitura do Recife criou a Escola Municipal Professor Nilo Pereira.